# Dr. Kimble
Dr. Richard Kimble ist eine fiktive Person in der amerikanischen Fernsehserie Auf der Flucht (im Original: The Fugitive), die von David Janssen gespielt wurde. Sie basiert auf einem realen Kriminalfall, bei dem der wegen Mordes verurteilte Mediziner Sam Sheppard aus der Haft entlassen wird. In der Serie ist Kimble ein Kinderarzt aus einer Kleinstadt, der unschuldig für den Mord an seiner Frau verurteilt wurde, aber auf dem Weg zu seiner Hinrichtung bei einem Zugunglück die Gelegenheit zur Flucht ergreift. Der zentrale Handlungsfaden der Serie ist seine Suche nach dem einarmigen Fred Johnson (Bill Raisch), dem eigentlichen Mörder, während er selbst vom unnachgiebigen Polizisten Lt. Philip Gerard (Barry Morse) gejagt wird. Im Finale gelingt es Dr. Kimble, Johnson in einem Freizeitpark zu stellen und zu einem Geständnis zu bringen. Danach wird Johnson von Gerard erschossen. Das Gericht hebt sein Urteil auf, nachdem als weiterer Zeuge der Nachbar von Kimble für ihn aussagt.
Kimble ist auch die Hauptfigur in dem auf der Serie basierenden Spielfilm Auf der Flucht von 1993, in dem die Hauptrollen von Harrison Ford (Kimble) und Tommy Lee Jones (Chief Deputy Marshal Samuel Gerard) gespielt werden. In dieser Verfilmung ist Kimble ein prominenter Chirurg aus Chicago.
Zwischen 2000 und 2001 wurde Auf der Flucht ein drittes Mal für eine der Zeit angepasste neue Version der Serie aufgegriffen; Kimble wurde nun von Timothy Daly dargestellt. Erneut wurde die Geschichte variiert: Der Vater der Getöteten, Kimbles Schwiegervater, heuert Kopfgeldjäger an um Kimble zur Strecke zu bringen. Kimble flüchtet daher nicht allein vor der Polizei.